# 田中酒造 (北海道)
曲イ田中酒造株式会社（かねイたなかしゅぞう）は、北海道小樽市に本社を置く、酒造メーカー。

## 概要
1899年創業の小樽の老舗地酒メーカー。小樽唯一の酒蔵。本店のほか市内信香町に亀甲蔵という店舗もあり、酒造りは亀甲蔵で行われている。両店舗とも観光エリアから近い位置にあり、見学・土産購入などでたくさんの観光客で賑っている。

## 事業所
本社・本店
- 北海道小樽市色内3-2-5

亀甲蔵
- 北海道小樽市信香町2-2

## 主な商品
- 宝川（清酒）
- 北の一星（清酒）
- 市太郎（焼酎）
- 魔法の一滴（本みりん）
- 北海道ペルレ（ワイン、北海道ワイン製造）